# Rundfunk-Störsender in der Volksrepublik China
Rundfunk-Störsender in der Volksrepublik China ist eine Form der Zensur in der Volksrepublik China, die bewusste Versuche von staatlichen oder kommunistischen Parteiorganen beinhaltet, um Radiosendungen zu stören. In den meisten Fällen zielen Rundfunk-Störsender, auch Jammer oder Noise Jamming genannt, auf ausländische Sender, darunter Voice of America (VOA), Radio Free Asia (RFA), Voice of Tibet (VOT), den BBC World Service und Stationen mit Sitz in Taiwan.

## Methoden
Das Stören von Rundfunksendern wird durch das Senden von Funksignalen auf derselben Frequenz wie derjenigen des beabsichtigten Ziels erreicht. Die Regierung der Volksrepublik China stört die Kurzwellen-Funkkommunikation durch diese Methode, in der Regel durch die Ausstrahlung von Musik, Trommeln oder anderen Geräuschen. Auf Kurzwelle besteht der Klang aus chinesischer Volksmusik, namentlich eine Komposition, bekannt als The Firedrake, die etwa eine Stunde dauert. Der 60-minütige Audioclip wird als Mono-Audiosignal über Chinasat 6B zu den auf einer der zu China gehörenden Inseln in der südlichen Provinz Hainan stationierten Kurzwellenstörsenderanlage übertragen. Das Signal von The Firedrake wird dabei als sogenannter Audiofeed zur Anlieferung auf dem rechten Audiokanal von dem Programm CNR 8 auf Chinasat 6B übertragen, der linke Audiokanal wird als Audiokanal in Mono für reguläre chinesische Rundfunkprogramme genutzt. Im Internet existieren hochwertige Mitschnitte von The Firedrake welche in Australien direkt von der Satellitenübertragung via Chinasat 6B aufgezeichnet wurden und mit den Störausstrahlungen auf Kurzwelle zeitlich exakt übereinstimmen.
Das französische Rüstungsunternehmen Thales Group wurde beschuldigt, chinesische Zensurbemühungen durch den Verkauf von Kurzwellensendeanlagen an chinesische Behörden zu unterstützen. Die Firma hat darauf hingewiesen, dass der Verkauf von Anlagen für zivile Zwecke bestimmt war und dass es identische Anlagen seien, wie sie in zahlreichen anderen Ländern auch installiert seien.

## Ziele
Seit Radio Free Asia im Jahre 1996 begann nach China zu senden, haben die chinesischen Behörden dessen Übertragung konsequent gestört und andere asiatische Länder versucht davon abzubringen, Sendestationen zuzulassen. Im Jahr 2002 berichtete das Rundfunkdirektorium der US-Regierung, dass "praktisch alle VOAs und RFAs Kurzwellen-Funkübertragungen nach China [...] gestoppt sind", einschließlich deren Mandarin-, Kantonesischen, Tibetischen und Uyghur-Sprachdienste. In der Erklärung vor der Exekutivkommission des Kongresses hieß es, dass sie in China bei der Erfüllung ihres Mandates vor einem ernsthaften Probleme stünden, weil Peking schwer daran arbeite, zu verhindern, dass Chinesen die Nachrichten erhielten, die sie berichten. In Lhasa, der Hauptstadt von Tibet, ist es zum Beispiel unmöglich, ein gutes Signal für Voice of America Tibet zu bekommen, obwohl die Anlage je nach Tageszeit auf drei oder fünf Frequenzen sendet.
Im Jahr 2008 berichtete die Oslo-basierte Voice of Tibet, dass die Störung ihrer Funkkommunikation während der tibetischen Unruhen im Jahr 2008 verstärkt wurde, da die Behörden die Anzahl der gestörten Signale erhöhten, die sie für die Verlagerung von Außenübertragungen benutzten.
Weitere Ziele der Störsender sind der BBC World Service und das Rundfunknetz von Sound of Hope. SWLing Post hat auf seiner Website einige Artikel über Störsender aus China und betroffene Ziele veröffentlicht.

## Reaktionen
Im Jahr 2011 haben einige internationale Radiosender, darunter die BBC und VOA, angekündigt, ihren Mandarin-Kurzwellen-Service für China zu reduzieren oder zu schließen, weil sie Ausgabenkürzungen und Frustrationen hinnehmen mussten, die durch Störungen verursacht wurden. BBC hat seinen Mandarin Sender nach beinahe 70 Jahren Sendezeit im März 2011 eingestellt. BBC und VOA wählten stattdessen, stärker ins Internetradio zu investieren; beide erhielten finanzielle Unterstützung vom Außenministerium der Vereinigten Staaten, um Software zur Umgehung der Internet-Zensur, wie Freegate und Ultrasurf, zu fördern und zu entwickeln, damit ihren chinesischen Zuhörern der online Zugriff auf die Programme ermöglicht wird.
Die Rundfunkveranstalter haben auch versucht, ihren Zuhörern die Anwendung von Anti-Jamming-Technologie beizubringen.

## Betroffene Frequenzen
HFU HF Underground, ein Forum für Kurzwellen Piratensender, führt auf seiner Website eine Liste der von Jamming betroffenen Frequenzen in kHz. Im Jahre 2017 z. B. waren dies 6080, 7210, 9350, 9355, 9370, 9745, 9780, 9965, 11540, 11560, 11670, 13830, 15250.

## Verwendete Musik
Feng Shou Luo Gu (Drum & Gong for Harvest), Erntefest-Musik, die mit der chinesischen Flöte, Gong, Erhu und Trommeln orchestriert wird. Dauer: ca. eine Stunde (wird oft wiederholt).